# Corydalus magnus
Corydalus magnus is een insect uit de familie Corydalidae, die tot de orde grootvleugeligen (Megaloptera) behoort. De soort komt voor in Mexico, Guatemala, Nicaragua, El Salvador en Costa Rica.